# Plaça de la Universitat
La Plaça de la Universitat (in spagnolo Plaza de la Universidad) è una delle piazze centrali di Barcellona, al confine tra i quartieri dell'Eixample e della Ciutat Vella. Si trova all'incrocio tra la Gran Via de les Corts Catalanes, Carrer d'Aribau e Ronda de Sant Antoni, appena ad ovest di Plaça de Catalunya, a cui è collegata dalla Ronda de la Universitat e da Carrer de Pelai.
La piazza prende il nome dall'Università di Barcellona, il cui campus principale in stile neogotico si trova sul lato nord-ovest. L'edificio principale dell'Università fu costruito tra il 1863 e il 1889 dall'architetto Elies Rogent, che progettò anche la piazza nel 1874, all'epoca della costruzione dell'Eixample dopo la completa demolizione delle mura cittadine. Insieme a Plaça d'Urquinaona, è probabilmente uno dei luoghi di ritrovo più comuni per le manifestazioni della città, oltre ad offrire un'area pedonale popolare tra gli skaters. La piazza è anche circondata da numerosi negozi e ristoranti e da una scuola elementare.
Nella piazza si trova l'omonima stazione della linea 1 e della linea 2 della metropolitana di Barcellona.